# Venskabsby
Venskabsbyer er en samling af byer, som ud over landegrænser har et samarbejde for at fremme kendskabet til hinandens samfundsforhold og kultur, skabe mellemfolkelig kontakt i form af besøg hos hinanden, netværk i forbindelse med eksport, partnerskaber og andet.
De enkelte kommuner/byer bliver som regel støttet til dette samarbejde gennem Kommunernes Landsforening og EU's Venskabsbyfond, som blev etableret i 1989. De fleste kommuner/byer har sådanne aftaler, men mange er bortfaldet siden kommunalreformen i 2007.